# Euphorbia peplus
L'euforbia minore (Euphorbia peplus L., 1753), nota anche come calenzuola piccola o porcellana lattaria, è una pianta della famiglia delle Euforbiacee, comune in gran parte d'Europa, Nord Africa e Asia occidentale.

## Descrizione
Si tratta di una pianta annuale alta 5–30 cm (se si tratta di soggetti infestanti spesso le dimensioni sono minori), con fusti finemente pelosi. Le foglie sono ovali-acute e misurano 1–3 cm con margine intero. Ha fiori verdi in ombrelle a tre raggi. Le ghiandole, tipiche delle Euforbiacee, hanno delle sottili protuberanze a forma di corna.

## Distribuzione e habitat
La specie è comune in tutta l'Europa, in Africa (Marocco, Algeria, Tunisia, Libia, Egitto, Eritrea, Somalia, Sudan), e in Asia occidentale (Asia minore, Medio oriente, Penisola Arabica).
Fuori dall'areale d'origine spesso si è naturalizzata da specie invasiva; è comune in Australia, Nuova Zelanda, Nord America, e in molte altre regioni temperate o sub-tropicali.
È comune in terreni coltivati, giardini, e zone ruderali.

## Usi medicinali
Il liquido biancastro della pianta (molto irritante) è tossico per i tessuti che si riproducono rapidamente, perciò è spesso stata usata per curare lesioni della cute umana. Il principio attivo è un estere diterpene ingenolo mebutato. Come farmaco il gel di Ingenolo mebutato è stato approvato dalla Food and Drug Administration negli Stati Uniti per il trattamento della cheratosi attinica. L'AIFA in una nota di gennaio 2020 ha sospeso l'autorizzazione all'immissione in commercio del Picato (ingenolo mebutato) a causa del rischio di tumori cutanei maligni.